# Афінське археологічне товариство
37°58′43″ пн. ш. 23°44′05″ сх. д. / 37.97869444° пн. ш. 23.73466667° сх. д.

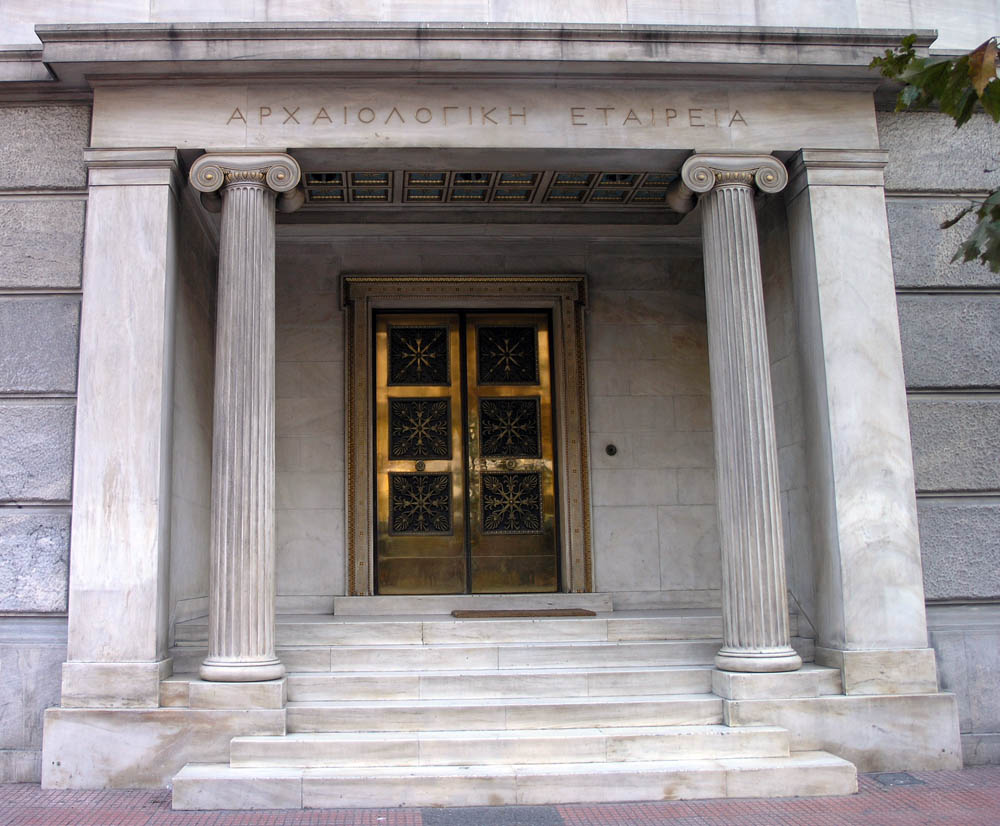
Центральний вхід, вул. Панепістиміу, 22

Афінське археологічне товариство (грец. Αθήναις Αρχαιολογική Εταιρεία), також відоме як Грецьке археологічне товариство — незалежне наукове археологічне товариство в Афінах.

## Діяльність товариства
Засноване найпершим серед археологічних установ в Афінах 1837 року за ініціативою Константіноса Велліоса. Основною метою товариства є дослідження та створення умов належного збереження старожитностей. Керівництво товариством здійснює Генеральна Асамблея із 11 членів, які обираються раз на три роки.

### Публікації і видання
Щороку Афінське археологічне товариство видає «Πρακτικά της Aρχαιολογικής Eταιρείας» (укр. Наукові записки археологічного товариства), «Aρχαιολογική Eφημερίδα» (укр. Аріхеологічний вісник) і у травні кожного року «Έργον της Aρχαιολογικής Eταιρείας» (укр. Праці археологічного товариства). Щоквартально видається журнал «Ο Mέντωρ» (укр. Наставник). Кожного року під егідою Товариства видаються монографії грецьких дослідників.

## Перелік секретарів
- 1837—1851: Александрос Ризос Ранґавіс
- 1851—1852: Скарлатос Візантіос
- 1852—1859: Кіріакос Піттакіс
- 1859—1894: Стефанос Куманудіс
- 1895—1909: Панайотіс Каввадіас
- 1910—1911: Христос Цунтас
- 1912—1920: Панайотіс Каввадіас
- 1921—1923: Іаковос Драгаціс
- 1924—1951: Георгіос Ікономос
- 1951—1979: Анастасіос К. Орландос
- 1979—1988: Георгіос Мілонас
- від 1988: Василіос Петракос